# Multiplicador monetario
El multiplicador monetario o multiplicador bancario es el mecanismo por el cual la creación mediante reserva fraccionaria de depósitos bancarios ex nihilo lleva a un aumento de la masa monetaria.

## Funcionamiento del multiplicador
Para entender el funcionamiento del multiplicador bancario hay que tener en cuenta que existen dos tipos de dinero en la economía: el dinero de la banca central y el dinero de la banca comercial. El dinero de la banca central es el dinero que el estado de un determinado país imprime por orden de su banco central y corresponde con el dinero físico de curso legal que, en forma de billetes y monedas, suele circular por la economía, constituyendo este la base monetaria del país. El dinero de la banca comercial es todo aquel dinero que la banca crea al recibir depósitos de dinero de la banca central y al emitir préstamos, siendo dinero que se muestra con números digitales dentro del sistema informático del sistema financiero, es decir, en cuentas corrientes, libretas de ahorro, tarjetas de crédito, etc. La suma del dinero de la banca central (base monetaria) más la del dinero deuda de la banca comercial constituye la mayor parte de la masa monetaria de un país. Cuando alguien deposita en un banco dinero de la banca central (billetes y/o monedas) el banco sustituye ese dinero, en la cuenta del cliente, representándolo con dinero de la banca comercial (dinero electrónico), mientras que cuando un cliente de un determinado banco retira físicamente de su cuenta dinero de la banca comercial (dinero electrónico), este le da dinero de la banca central en forma de billetes y/o monedas.
Todo banco comercial está obligado a guardar una parte porcentual de todo el dinero físico que se deposita en sus cuentas, basándose en el coeficiente de caja que establezca el banco central del país o región donde opere (por ejemplo, antiguamente el 10% en los bancos de EE. UU. —en 2020 se bajó al 0%— o el 0 o 1% para los de la UE), a la vez que puede operar en el mercado con el resto del depósito.

### Funcionamiento teórico
Para explicar de una forma simple el funcionamiento teórico del multiplicador bancario, supongamos que un banco recién creado, perteneciente a la UE, abre sus puertas sin disponer de depósitos de ningún tipo y que un ciudadano "A", su primer cliente, deposita 1000€ en efectivo en una cuenta corriente para disponer de este en un plazo inferior a 2 años. Desde el momento en el que el cliente deposita los 1000€ de dinero de la banca central, el banco pone en reserva, en base al coeficiente de caja, el 1% (10€ que no puede prestar, invertir, etc.) a la vez que puede operar en el mercado con el 99% restante (990€). Si ahora otro cliente "B" le pide un préstamo al banco por valor de 990€ para, por ejemplo, comprarse un televisor, el banco puede prestarle a "B" 990€ del depósito de "A". Ahora "B" va a un establecimiento de "C" y compra un televisor por valor de 990€. Si ahora "C" deposita los 990€ de la venta del televisor en el mismo banco donde "B" pidió el préstamo, el sistema financiero le permite al banco considerar ese dinero depositado por "C" como un nuevo depósito, aunque forma parte de un préstamo basado en el depósito de 1000€ de "A" (el método también funcionaría igual si el banco del ingreso de "C" fuera otro distinto pero perteneciente a la UE). Desde ese momento el banco vuelve a tener los 1000€ en efectivo iniciales depositados por "A" (mismos billetes y monedas). Como los 990€ depositados por "C" se considera un nuevo depósito, el banco tiene que poner en reserva el 1% (9.9€) y puede operar en el mercado con el resto (980.1€). Ahora llega "D" y pide un préstamo de 980.1€ para comprarse también un televisor y el banco le presta 980.1€ del dinero del depósito de "C". "D" va también al establecimiento de "C" y comprar allí su televisor. Si ahora "C" va al mismo banco y deposita los 980.1€ en su cuenta, el sistema financiero le vuelve a permitir al banco considerar el nuevo dinero depositado por "C" (980.1€) como un nuevo depósito, aunque forma parte, a la misma vez, de los préstamos de "B" y "D". Desde ese momento el banco pone en reserva el 1% del nuevo depósito de "C" (9.8€) y puede operar en el mercado con el resto (970.3€). Como se observa, la cantidad nueva a prestar es siempre menor que la anterior, mientras que la cantidad total que permanece en reserva crece cada vez que se vuelve a depositar el dinero prestado.
Haciendo un análisis de los datos del párrafo anterior y hasta este punto, se observa, por un lado, que el banco vuelve a tener 1000€ en efectivo (todo el dinero de la banca central depositado por "A" inicialmente, con los mismos billetes o monedas), de los cuales 29.7€ están en reserva y el resto (970.3€) los podría volver a prestar, mientras que, por otro lado, ha creado una deuda en forma de dinero de la banca comercial de 1970.1€ (la suma de la deuda de "B" más la de "D") prestando, a dos clientes diferentes y simultaniamente, el mismo dinero de la banca central. Desde el punto de vista de los depositantes, "A" observa que tiene a disposición en su cuenta los 1000€ depositados, mientras que "C" observa que tiene a su disposición los 1970.1€ de los dos depósitos que hizo por vender los dos televisores. El banco garantiza la disposición inmediata a los dos depositantes, aunque si estos quisieran retirar en este momento y a la misma vez todo su dinero no podrían, porque el banco solo dispone de 1000 euros en efectivo (estaríamos ante un caso de pánico bancario), los cuales están sustentando a los 2970.1 € de la suma total de todos los depósitos.
Si, a partir de este punto, el banco continuara prestando el dinero de la misma forma que se ha explicado y hasta llegar al límite máximo de préstamos (cuando el 99% del nuevo depósito sea menor que 0.01€), entonces se llegaría a un punto en el que los 1000€ depositados inicialmente por "A" estarían íntegramente en forma de reserva y representando a una masa monetaria total de 100 000€, de los cuales 99 000€ estarían en forma de dinero deuda de la banca comercial que habría creado el banco con el simple hecho de prestar el mismo dinero prestado una y otra vez. En este caso, el banco debería un total de 100 000€ (1000€ a "A" + 99 000€ a los clientes que depositaron el dinero prestado) y tendría en caja solamente 1000€, por lo que habría un coeficiente de caja del 1%. El banco ya no podría conceder más créditos, ya que entonces dejaría de respetar el coeficiente de caja legal, ni utilizar el dinero en inversiones o en la compra de otros activos. "A" podría utilizar los 1000€ virtuales (que tiene en su cuenta) mediante la emisión de cheques, transferencias, etc; al mismo tiempo que el resto de depositantes podrían utilizar los 99 000€ virtuales (que tienen en sus cuentas) mediante la emisión de cheques, transferencias, etc., pero en el banco solamente estarían en efectivo los 1000€ que inicialmente depositó "A".

### Funcionamiento práctico
Cuando alguien pide un préstamo a un banco comercial y este se lo concede, en realidad el banco no presta el dinero en metálico de la banca central que los ahorradores han depositado en este, "aunque así figure en los libros de texto", sino que simula que se ha hecho un depósito en la cuenta del cliente prestatario a través de un asiento contable, creando nuevo dinero electrónicamente ex nihilo e incrementando, ipso facto, el dinero de la banca comercial que hay en circulación, a la vez que pone en reserva la pequeña cantidad exacta de dinero de la banca central que, a través del multiplicador bancario en su límite, crearía el dinero de la banca comercial que está prestando el banco.
Para explicar de una forma simple el funcionamiento real del multiplicador bancario, supongamos que un banco recién creado, perteneciente a la UE, abre sus puertas sin disponer de depósitos de ningún tipo y que un ciudadano "A", su primer cliente, se abre una cuenta corriente y deposita 1000€ en efectivo para disponer de este en un plazo inferior a 2 años. Desde ese momento el banco crea 1000€ de dinero electrónico que representará al depósito realizado y lo "deposita" en la cuenta electrónica de "A", dándole la posibilidad a este de hacer transacciones electrónicas a través de una cuenta virtual online y/o de una tarjeta de débito, si lo desea. Tras esto, el banco también pone en reserva, en base al coeficiente de caja, el 1% del depósito realizado por "A" de dinero en efectivo (10€ que quedan guardados en el banco central) a la vez que puede operar en el mercado con el 99% restante (990€). Seguidamente, otro ciudadano, "C", se presenta en el banco y solicita abrirse una cuenta bancaria porque tiene una tienda de venta de vehículos y quiere poder recibir pagos electrónicos y abre esta cuenta sin depositar dinero. Pasado un tiempo, otro ciudadano, "B", va al banco y pide un préstamo por valor de 9900€ para comprarse una motocicleta y el banco, tras que "B" firme el contrato de préstamo, le abre una cuenta corriente, crea 9900 euros de dinero electrónico, lo "deposita" en la cuenta recíen creada de "B" y le da una tarjeta de débito a este para que pueda gastar el dinero prestado, a la vez que pone en reserva, en el banco central y en base al coeficiente de caja, la cantidad de dinero en efectivo que, teóricamente, habría creado el dinero prestado a través del multiplicador bancario en su límite, es decir, 100 euros, los cuales toma del depósito inicial del dinero en efectivo depositado por "A". Ahora "B" va al establecimiento de "C" y compra una motocicleta por valor de 9900€, utilizando su tarjeta de débito, pasando su dinero electrónico a la cuenta de "C" tras la venta. Pasado un tiempo, otro ciudadano, "D", se presenta en el banco y pide otro préstamo por valor de 9900€ para comprarse, también, otra motocicleta y el banco, tras firmar el cliente "D" el contrato de préstamo, le abre una cuenta corriente, crea 9900€ de dinero electrónico, lo "deposita" en la cuenta de "D" y le da una tarjeta de débito a este para que pueda gastar el dinero prestado, a la vez que pone en reserva, en el banco central y en base al coeficiente de caja, la cantidad de dinero en efectivo que, teóricamente, habría creado el dinero prestado a través del multiplicador bancario en su límite, es decir, 100 euros, los cuales toma del depósito inicial del dinero físico depositado por "A". Ahora "D" también va al establecimiento de "C" y compra otra motocicleta por valor de 9900€, utilizando su tarjeta de débito, pasando ese dinero electrónico a la cuenta de "C".
Haciendo un análisis de lo contado en el párrafo anterior y hasta este punto, se observa, por un lado, que el banco tiene los 1000€ en efectivo (todo el dinero de la banca central depositado por "A" inicialmente, con los mismos billetes o monedas), de los cuales 210€ están en reserva en el banco central y el resto (790€) los puede seguir utilizando para conceder préstamos, mientras que, por otro lado, ha prestado a sus clientes "B" y "D" un dinero que no tenía ni existía antes de que estos firmaran sus contratos de préstamo, creando de la nada 19800€ en forma de dinero electrónico deuda de la banca comercial. Desde el punto de vista de los depositantes, "A" observa que tiene a su disposición en su cuenta 1000€ representando al dinero en efectivo que depositó, mientras que "C" observa que tiene a su disposición los 19800€ obtenidos por la venda de las dos motocicletas. El banco garantiza la disposición inmediata del dinero a sus clientes "A" y "C" y estos pueden utilizarlo para hacer transacciones electrónicas como compras o transferencias, aunque, por el contrario, si estos quisieran retirar todo su dinero en efectivo, en este momento y a la misma vez, no podrían porque el banco solo dispone de 1000 euros de dinero de la banca central (estaríamos ante un caso de pánico bancario), los cuales están sustentando a los 20800€ de la suma total de todo el dinero electrónico creado. Por su parte, "B" y "D" deben al banco, cada uno, no solo los 9900€ creados de la nada y prestados, sino también unos intereses que no han sido creados, que sumados a los 20800€ suponen una cantidad de dinero total superior a la que realmente existe en ese momento.
Si, a partir de este punto, el banco continuara creando y prestando dinero de la misma forma que se ha explicado y hasta llegar al límite máximo de préstamos (cuando el banco ya no disponga de dinero en efectivo para operar en el mercado), entonces se llegaría a un punto en el que los 1000€ depositados inicialmente por "A" estarían íntegramente en forma de reserva y representando a una masa monetaria total de 100 000€, de los cuales 99 000€ estarían en forma de dinero deuda de la banca comercial que habría creado el banco, de la nada, a través de préstamos. En este caso, el banco debería un total de 100 000€ (1000€ a "A" + 99 000€ a aquellos que tienen en sus cuentas el dinero prestado) y tendría en caja solamente 1000€ en efectivo, por lo que habría un coeficiente de caja del 1%. El banco ya no podría conceder más créditos, ya que entonces dejaría de respetar el coeficiente de caja legal, ni utilizar el dinero en inversiones o en la compra de otros activos. "A" podría utilizar los 1000€ virtuales (que tiene en su cuenta) mediante la emisión de cheques, transferencias, etc; al mismo tiempo que el resto de clientes podrían utilizar los 99 000€ electrónicos (que tienen en sus cuentas) mediante la emisión de cheques, transferencias, etc., pero en el banco solamente estarían en efectivo los 1000€ que inicialmente depositó "A". 
Todo el dinero electrónico nuevo, creado por la banca comercial como representación de un depósito de dinero de la banca central recibido, se crea y se destruye a medida que este dinero físico se deposita o se retira del banco, respectivamente, mientras que todo el dinero electrónico deuda nuevo, creado de la nada por la banca comercial a través de préstamos, se crea y se destruye a medida que estos préstamos se conceden y se devuelven, respectivamente, conservándose en el sistema solo el interés que gana la banca. El propio banco central del Reino Unido confirmó que los bancos comerciales crean dinero adicional cada vez que conceden préstamos y que son los préstamos de estos los que crean los depósitos y no al contrario. Esta forma de crear dinero se denomina "expansión múltiple de los depósitos bancarios" y cuanto más bajo sea el coeficiente de caja y más dinero en efectivo esté a disposición de los bancos, más dinero deuda pueden crear estos concediendo préstamos. Hay que tener en cuenta que existe una gran cantidad de monedas y billetes de dinero de la banca central en circulación y que los bancos comerciales tienen grandes cantidades de reservas de este dinero (en ocasiones obtenido a través de la flexibilización cuantitativa), lo que permite a estos crear enormes cantidades de dinero deuda y, a la misma vez, respetar el coeficiente de caja. En la Unión Europea, por ejemplo, en enero de 2020 había en circulación más de 1,27 billones de euros en dinero de la banca central representado en billetes y más de 29 855 millones de euros representado en monedas. Si esta cantidad de dinero creado por el Banco Central Europeo podría parece mucho, en realidad este tipo de dinero suele ser una pequeña parte de la masa monetaria total que hay en circulación y se sabe que, por ejemplo, en el Reino Unido, en 2010, el 97,4% de las libras esterlinas que circulaban por la economía era dinero de la banca comercial (creado digitalmente con préstamos), mientras que solo el 2,6% era dinero de la banca central (billetes y monedas creados por el Banco de Inglaterra). Si a esto le sumamos el hecho de que los coeficientes de caja, a 2021, son del 0% en países como EE. UU. y la Unión Europa —con depósitos en efectivo cuya disponibilidad para el cliente es superior a dos años en el caso de esta última—, estamos, pues, ante la posibilidad de que un banco que opere en estos territorios pueda crear todo el dinero que desee, supeditado, únicamente, a su voluntad de asumir más o menos riesgos al crear dinero en forma de crédito.

## Fórmula del multiplicador
La fórmula del multiplicador bancario, m, es la siguiente:
{\displaystyle m={\frac {1+a}{w+a}}}
donde:
{\displaystyle a={\frac {Dinero\;legal\;en\;manos\;del\;p{\acute {u}}blico}{Dep{\acute {o}}sitos\;bancarios}}}
{\displaystyle w=Coeficiente\;de\;caja={\frac {Reservas\;bancarias}{Dep{\acute {o}}sitos\;bancarios}}}

### Fórmula simple
Una versión simplificada del multiplicador, m, es la inversa del coeficiente de caja, w, donde a es igual a 0:
{\displaystyle m={\frac {1}{w}}}
Siendo MM la masa monetaria y BM la base monetaria, se tiene que:
{\displaystyle MM=m\cdot BM}
Un incremento de la base monetaria en 100€ puede llevar, en el límite y tras pasar por un sistema de banca de reserva fraccional con un coeficiente de caja del 10%, a un incremento de la masa monetaria de 1000€, de los cuales 100€ serían de dinero de la banca central (en efectivo) y 900€ de dinero deuda de la banca comercial (dinero electrónico). Esta formulación supone que el público no retiene ninguna cantidad de dinero en efectivo de la banca central y que este dinero está íntegramente en reserva en los bancos.

### Fórmula de la reserva
Como se ha explicado en el funcionamiento práctico del multiplicador bancario, cuando los bancos conceden créditos, en realidad no prestan el dinero en metálico que los ahorradores han depositado en estos, sino que crean nuevo dinero deuda de la banca comercial (dinero electrónico) a través de un asiento contable, a la vez que ponen en reserva la pequeña cantidad de dinero de la banca central (billetes y/o monedas) que crearía el dinero a prestar y a través del límite del multiplicador bancario en un sistema de reservas fraccionarias.
Siendo c el crédito que concede un banco comercial a un determinado cliente, w el coeficiente de caja expresado en porcentaje, m el multiplicador bancario en su fórmula simple y r la cantidad de dinero de la banca central que el banco debe de poner en reserva, se tiene que:
{\displaystyle m={\frac {c}{r}}+1}
Despejando r y sustituyendo en la fórmula la variable m del multiplicador bancario por su fórmula simple, se obtiene que:
{\displaystyle r={\frac {c}{{\frac {1}{w}}-1}}}
Un incremento de la masa monetaria de 1000€ en dinero deuda de la banca comercial, creado electrónicamente y concedido en un crédito, lleva, en un sistema de banca de reserva fraccionaria con un coeficiente de caja del 1%, a la reserva de 10,1€ de dinero en efectivo de la banca central por parte del banco comercial que concede el préstamo, dinero que no puede prestar ni invertir y que toma del que tenga disponible para operar en el mercado.

## Matemáticas, formalización
Deje que la base monetaria se normalice a la unidad. Defina el coeficiente de reservas legales, {\displaystyle \alpha \in \left(0,1\right)\;}, es la razón de las reservas libres, {\displaystyle \beta \in \left(0,1\right)\;}, es la proporción de drenaje de dinero con respecto a los depósitos, {\displaystyle \gamma \in \left(0,1\right)\;}; suponemos que la demanda de fondos es ilimitada; entonces esta serie geométrica define el límite superior teórico para los depósitos:
Análogamente, el límite superior teórico para la base monetaria retenida del público la define esta serie geométrica:
y el límite superior teórico para el total de préstamos prestados en el mercado, esta otra serie geométrica:
Sumando las dos cantidades, el multiplicador monetario teórico se define como
El proceso descrito anteriormente por la serie geométrica se puede representar en la siguiente tabla, donde
- préstamos en la fase {\displaystyle k\;} están en función de los depósitos en la fase precedente: {\displaystyle L_{k}=\left(1-\alpha -\beta \right)\cdot D_{k-1}}
- la base monetaria retenida del público en la fase {\displaystyle k\;} es una función de los depósitos en la fase precedente: {\displaystyle BMP_{k}=\gamma \cdot D_{k-1}}
- depósitos en la fase {\displaystyle k\;} que son la diferencia entre los préstamos y la base monetaria retenida del público en relación con la misma fase: {\displaystyle D_{k}=L_{k}-BMP_{k}\;}

| {\displaystyle n\;}                  | Depósitos                                                       | Préstamos                                                                                      | Base monetaria retenida del público                                        |
| ------------------------------------ | --------------------------------------------------------------- | ---------------------------------------------------------------------------------------------- | -------------------------------------------------------------------------- |
| {\displaystyle n=0\;}                | {\displaystyle D_{0}=1\;}                                       | -                                                                                              | -                                                                          |
| {\displaystyle n=1\;}                | {\displaystyle D_{1}=\left(1-\alpha -\beta -\gamma \right)}     | {\displaystyle L_{1}=\left(1-\alpha -\beta \right)}                                            | {\displaystyle BMP_{1}=\gamma \;}                                          |
| {\displaystyle n=2\;}                | {\displaystyle D_{2}=\left(1-\alpha -\beta -\gamma \right)^{2}} | {\displaystyle L_{2}=\left(1-\alpha -\beta \right)\left(1-\alpha -\beta -\gamma \right)}       | {\displaystyle BMP_{2}=\gamma \left(1-\alpha -\beta -\gamma \right)}       |
| {\displaystyle n=3\;}                | {\displaystyle D_{3}=\left(1-\alpha -\beta -\gamma \right)^{3}} | {\displaystyle L_{3}=\left(1-\alpha -\beta \right)\left(1-\alpha -\beta -\gamma \right)^{2}}   | {\displaystyle BMP_{3}=\gamma \left(1-\alpha -\beta -\gamma \right)^{2}}   |
| …                                    | …                                                               | …                                                                                              | …                                                                          |
| {\displaystyle n=k\;}                | {\displaystyle D_{k}=\left(1-\alpha -\beta -\gamma \right)^{k}} | {\displaystyle L_{k}=\left(1-\alpha -\beta \right)\left(1-\alpha -\beta -\gamma \right)^{k-1}} | {\displaystyle BMP_{k}=\gamma \left(1-\alpha -\beta -\gamma \right)^{k-1}} |
| …                                    | …                                                               | …                                                                                              | …                                                                          |
| {\displaystyle n\rightarrow \infty } | {\displaystyle D_{\infty }=0}                                   | {\displaystyle L_{\infty }=0}                                                                  | {\displaystyle BMP_{\infty }=0}                                            |
|                                      |                                                                 |                                                                                                |                                                                            |
|                                      | Depósitos Totales:                                              | Préstamos totales:                                                                             | Totales base monetaria retenida del público:                               |
|                                      | {\displaystyle D={\frac {1}{\alpha +\beta +\gamma }}}           | {\displaystyle L={\frac {1-\alpha -\beta }{\alpha +\beta +\gamma }}}                           | {\displaystyle BMP={\frac {\gamma }{\alpha +\beta +\gamma }}}              |